# Glenea subsimilis
Glenea subsimilis é uma espécie de escaravelho da família Cerambycidae. Foi descrita por Charles Joseph Gahan em 1897.  É conhecida a sua existência na Índia, Vietname, Laos e China.  Contém as variedades Glenea subsimilis var. rubripes.